# 17365 Thymbraeus
17365 Thymbraeus è un asteroide troiano di Giove del campo troiano. Scoperto nel 1978, presenta un'orbita caratterizzata da un semiasse maggiore pari a 5,266268 UA e da un'eccentricità di 0,078113, inclinata di 11,644843° rispetto all'eclittica. Ha un diametro di 44,904 km, un periodo di rotazione di 12,672 ore e un'albedo di 0,066.
Il nome ricorda Timbreo, uno dei due figli di Laocoonte, ucciso da serpenti marini inviati per punire il padre per aver tentato di avvertire i Troiani del pericolo rappresentato dal cavallo di legno lasciato dai Greci.